# Dunton (Norfolk)
Dunton – wieś w Anglii, w hrabstwie Norfolk, w dystrykcie North Norfolk. Leży 42 km na północny zachód od Norwich i 161 km na północny wschód od Londynu.
W 2001 miejscowość liczyła 115 mieszkańców.